# Tkalcsics család

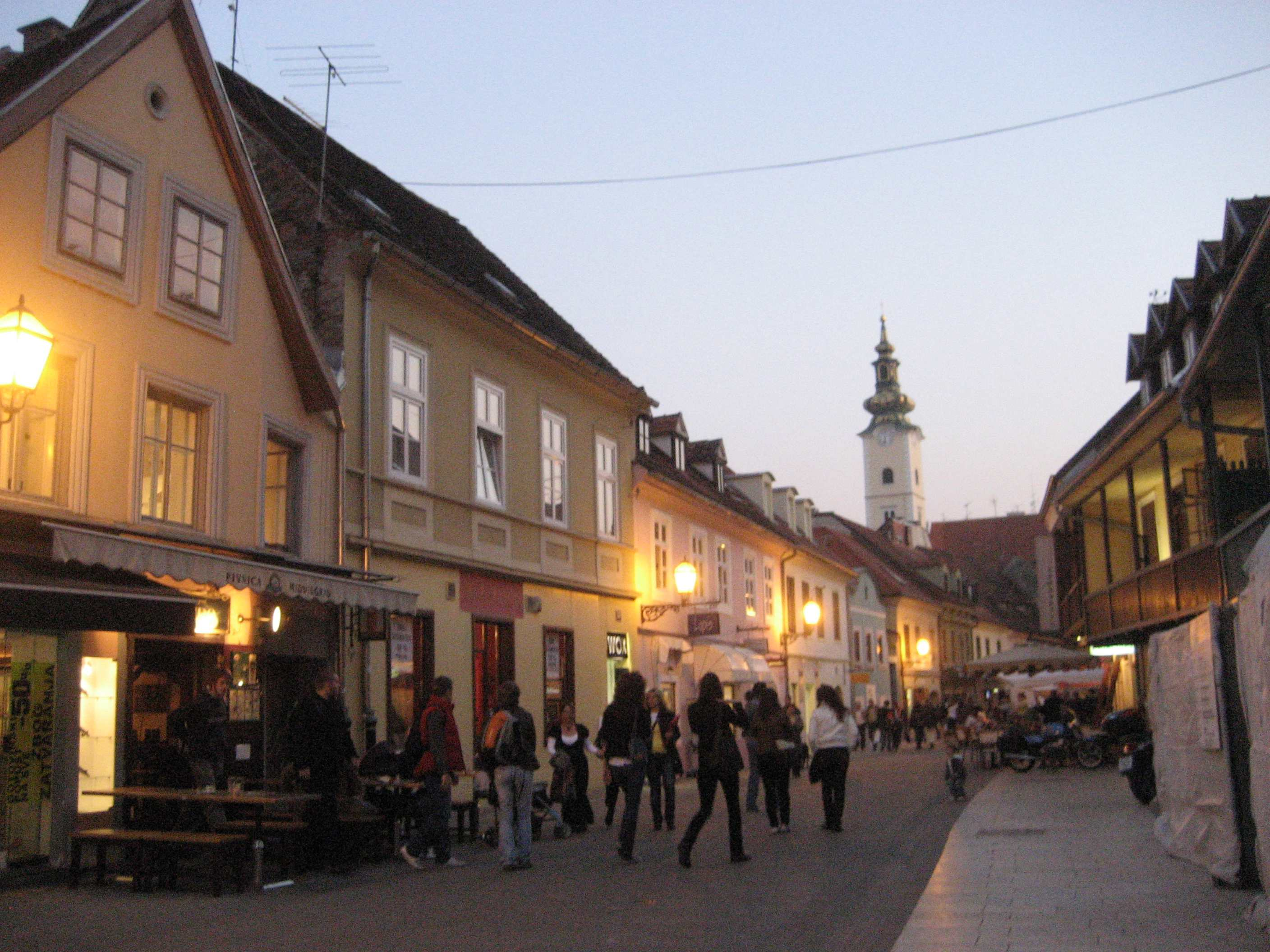
Zágráb, Tkalčićeva utca

A Tkalcsics család (horvátul Tkalčić, szlovénül: Tkalčič, más név változatban Kalcsics, Kálcsics, Tkálecz) horvát eredetű magyar nemesi család, mely tevékeny szerepet játszott a történelmi Magyar Királyság, Krajna és Isztria történelmében.

## Vas vármegyei ág
A család egyik ága a 16. században Nyugat-Magyarországon, a mai Vas vármegye és Burgenland területén telepedett le, s nevük gyakran Kalcsics formában fordul elő.

## Muraközi ág
A Tkalcsicsok egy másik ága a Muraközben volt birtokos.
Tkalcsics János novakoveci perceptor és fiai, József és László, nemessége 1790-ben igazoltatott.
Tkálchich József 1829-ben ismert varasdi ügyvéd volt, 1827-ben támogatta a Tudományos gyűjteményt. Ő és testvérei, János főhadnagy, Ferenc katona és Alajos, 1829-ben igazolt novakoveci nemesek.
Tkalchich József esküdt, a néhai Novakovecen lakott László fia, 1829-ben igazolt nemes Perlakon.
Tkalchich János nyugalmazott császári és királyi főhadnagy, vucsetineci lakos 1845-ben a kétségtelen nemesek között említtetik.
Tkálchich Alajos esküdt és fiai Kálmán, Sándor és Károly 1845-ben kétségtelen nemesek Csáktornyán.
Tkálchich József vármegyei esküdt és fia Elek 1845-ben kétségtelen nemesek Hodosányban.
Tkaltsits József 1840–1848 között Zala vármegye muraközi járásának esküdtje.
Tkalcsics Kálmán Zala vármegyei allevéltárnok őrmesteri rangban vett részt az 1848-49-es szabadságharcban.
Tkaltsits Elek 1862-ben Zala vármegye muraközi járásának esküdtje.
Zala vármegye közgyűlése 1862-ben Tkalcsits Antal volt előfogati biztos részére a Varasd vármegyei pénztárból pénzösszeg kifizetését rendeli.
Szintén a család muraközi ágának képviselője Kálcsics László, nagykanizsai vállalkozó, aki jelentős szerepet játszik a rendszerváltás utáni városi politikában. Munkájának elismeréseként 2008-ban Nagykanizsa MJV Önkormányzata a "Zala Megye Mezőgazdaságáért" kitüntető címre jelölte.

## Horvátországi ág
1712-ben a Fiume melletti Lipa községből származó Tkalchich Gáspár a likai Lovinac faluban élt mint puskás nemes.
A család legismertebb tagja Tkalcsics Iván (Ivan Kristitelj Tkalčić) horvát történész, akinek nevét viseli Zágráb belvárosában a patinás Tkalčićeva utca és a Zágrábi Érsekség történelmi társulatának folyóirata, a Tkalčić.
A horvátországi ág további ismert alakjai:
- Nikola Tkalčić (1989–) horvát junior labdarúgóbajnok
- Juro Tkalčić (1877–1957) horvát zeneszerző és gordonkaművész
- Blanka Tkalčić Breglec horvát operaénekes
- Grga Tkalčić (Kalčić, 1542-?) samobori születésű jezsuita magiszter